# Begonia pseudodaxinensis
Begonia pseudodaxinensis là một loài thực vật có hoa trong họ Thu hải đường. Loài này được S.M.Ku, Yan Liu & C.I Peng mô tả khoa học đầu tiên năm 2006.